# Burg Reifferscheid

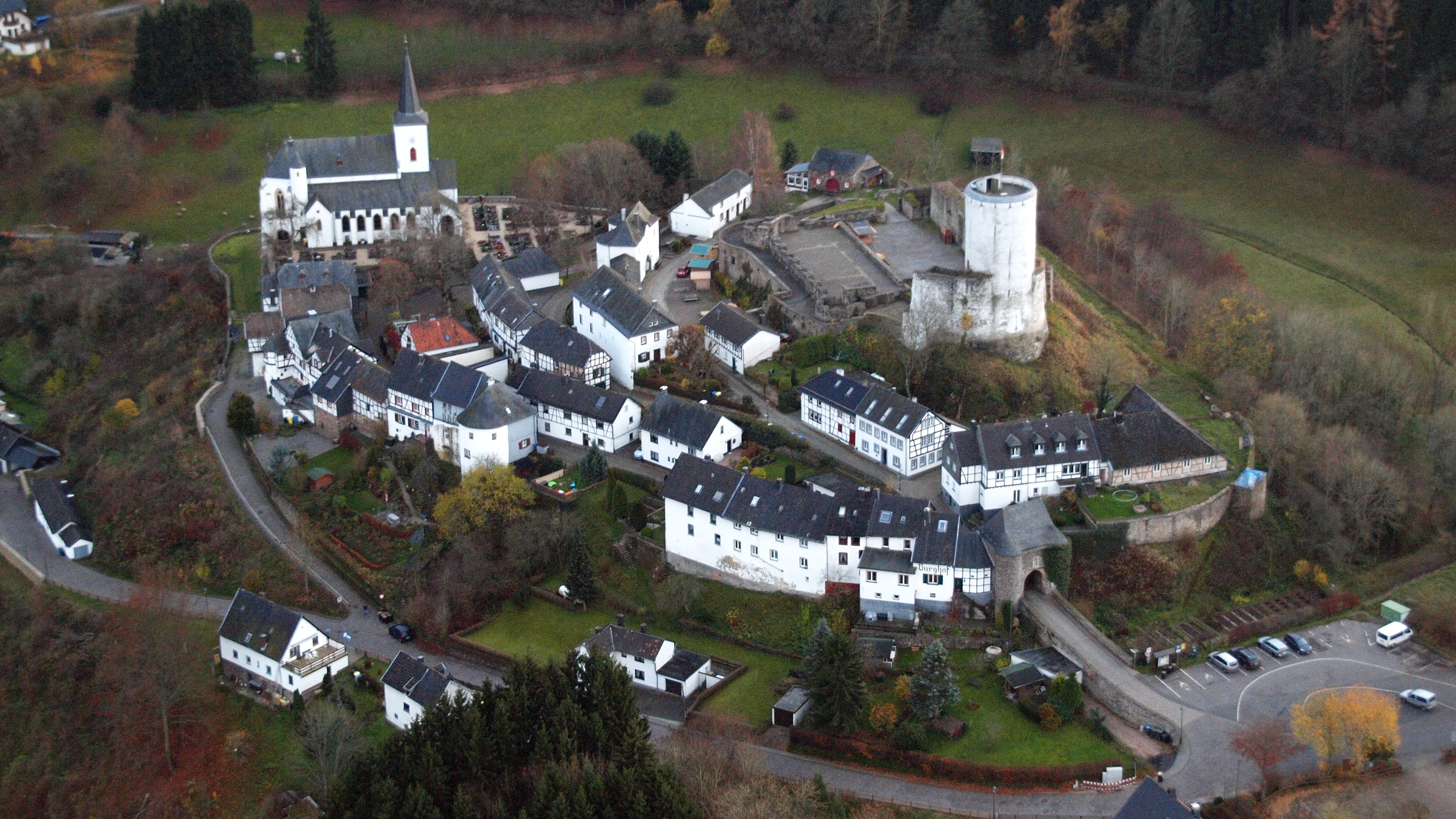
Burg Reifferscheid, Luftaufnahme (2015)

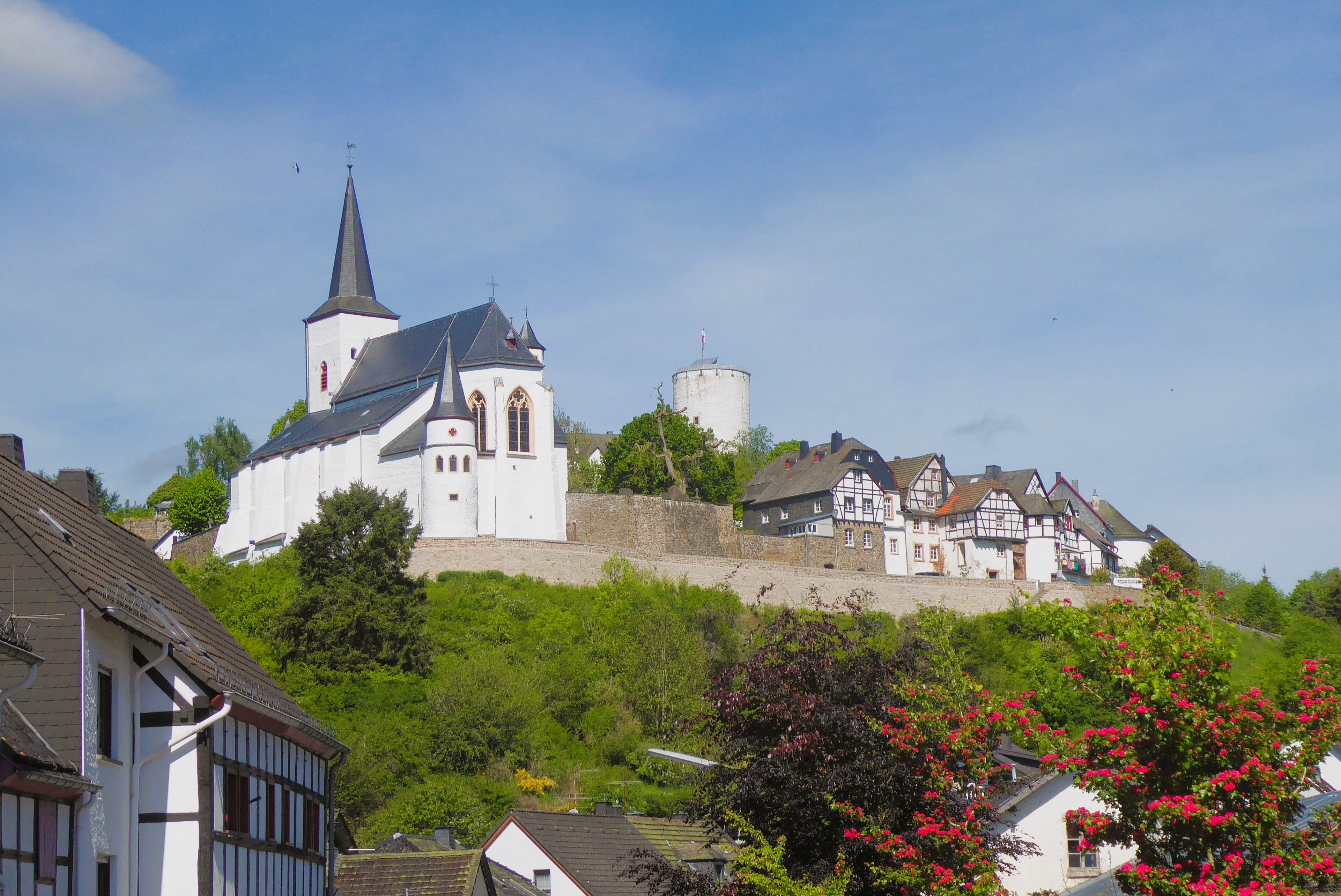
Die Burg vom Ort aus gesehen

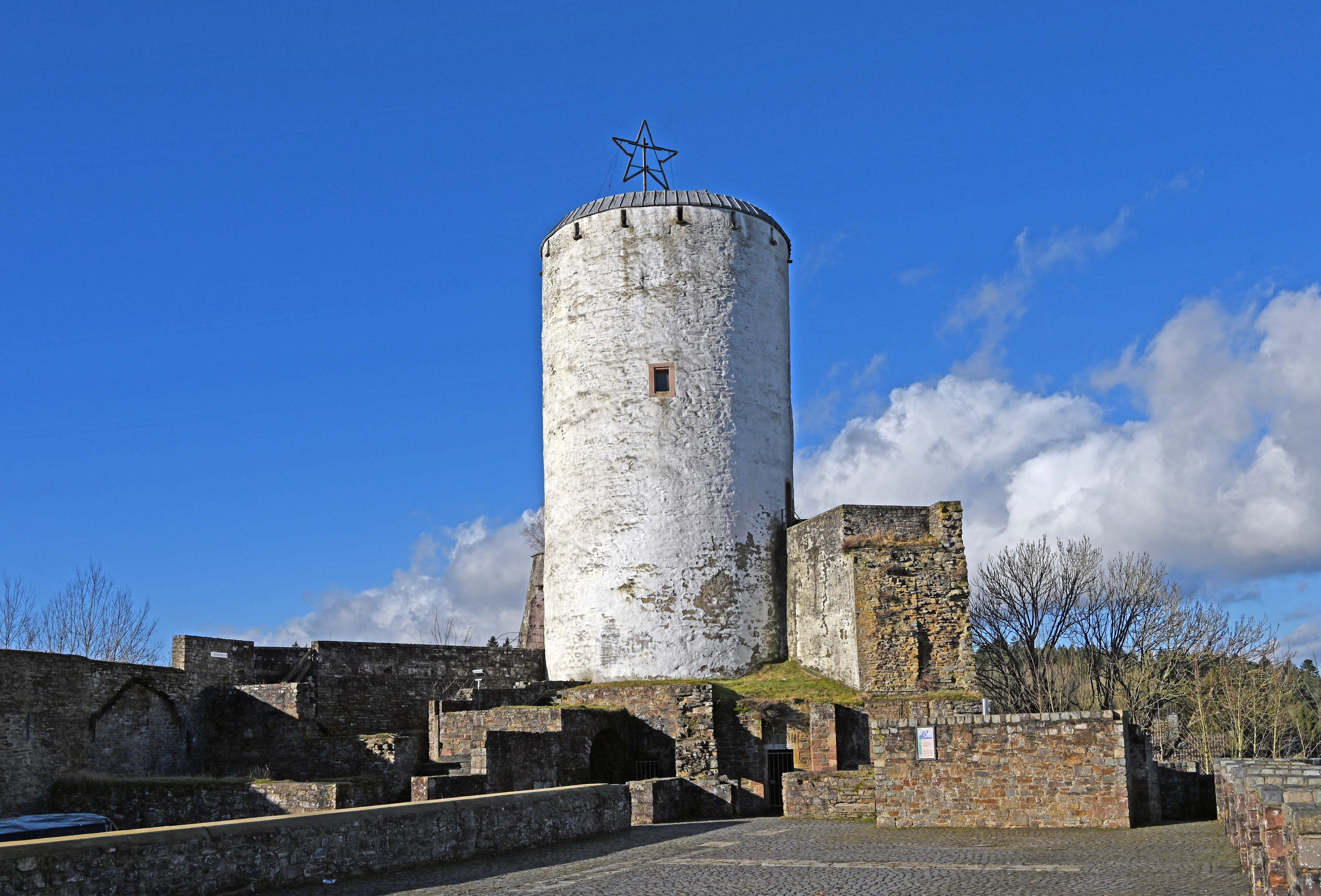
Blick über die Ruinen zum erhaltenen Bergfried

Die Ruine der Burg Reifferscheid steht in einer Höhe von 450 m ü. NN nahe der deutsch-belgischen Grenze zwischen Eifel und Ardennen auf dem Gebiet der nordrhein-westfälischen, im Kreis Euskirchen gelegenen Gemeinde Hellenthal in deren Ortsteil Reifferscheid. Ihr Name leitet sich wahrscheinlich von einem Rodungsgebiet ab, das einem Mann namens Rifhari gehörte, denn die Namen „Rifersceith“ oder „Rifheres-sceit“ bedeuten „Waldteil des Rifhari“.
Von der mittelalterlichen Höhenburg sind lediglich Reste der Umfassungsmauern, ein Torbau mit zwei flankierenden Rundtürmen und übergiebelter Durchfahrt sowie der weithin sichtbare, runde und heute weiß gestrichene Bergfried aus Bruchsteinmauerwerk erhalten.

## Geschichte
Reifferscheid wird 1106 erstmals in der Chronica regia coloniensis unter „Riferschit“ schriftlich erwähnt. Der Inhalt der damaligen Nachricht bezog sich auf die Zerstörung der Burg durch ihren damaligen Eigentümer Herzog Heinrich von Limburg und Niederlothringen. Er brannte seine Burg nieder, um zu verhindern, dass sie in Feindeshand fiel.

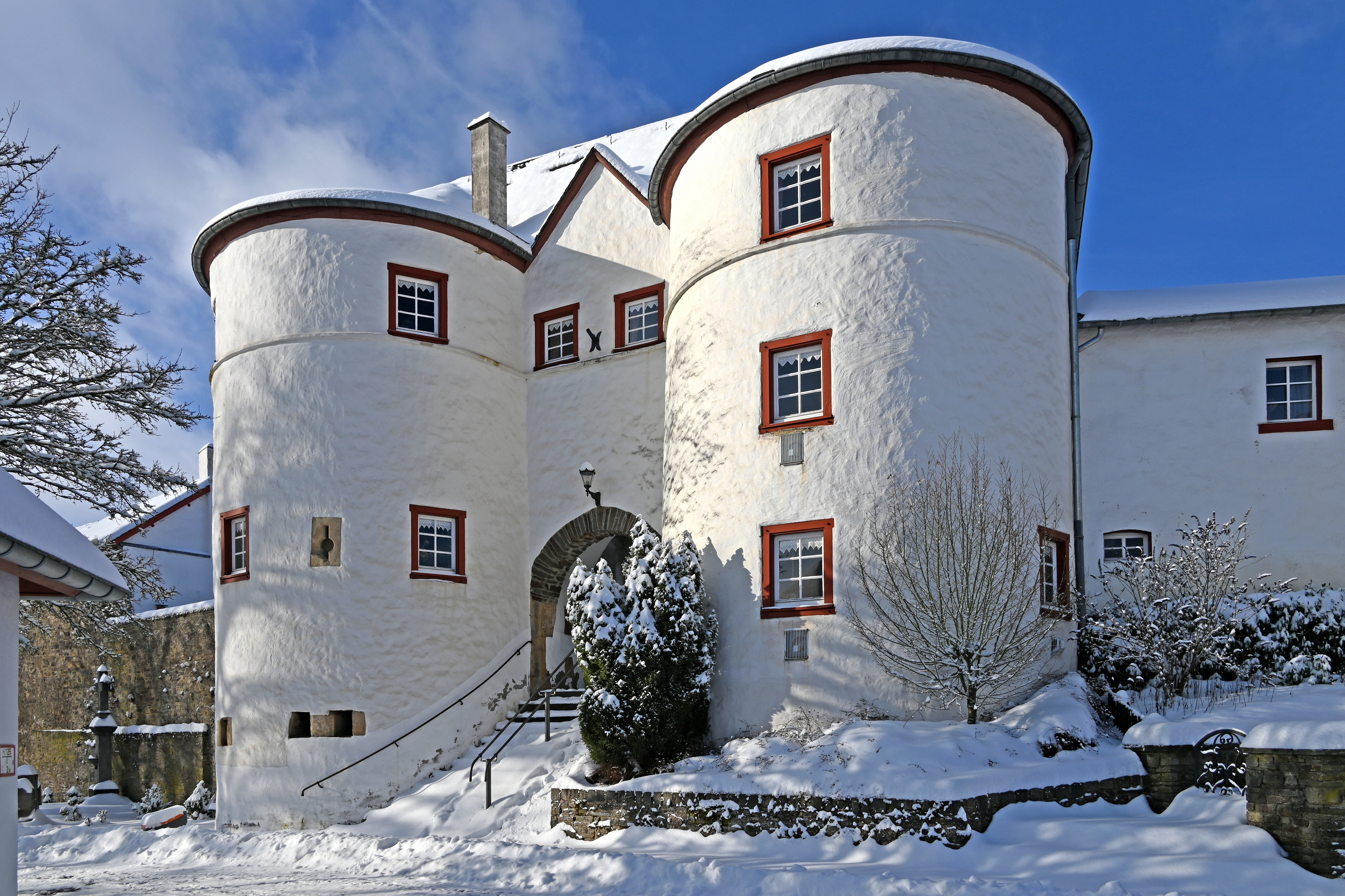
Torbau mit zwei Rundtürmen

Im Jahr 1130 wurde durch den Erzbischof Friedrich I. von Köln eine nahe der Burg gelegene Kapelle zur Pfarrkirche erhoben, die durch das Kloster Steinfeld betreut wurde, und 1195 finden die Herren von Reifferscheid zum ersten Mal urkundlich Erwähnung. Einige Jahre später teilten die Brüder Gerhard und Philipp von Reifferscheid ihre Herrschaft, und ein neuer Familienzweig entstand: die Herren von Wildenburg.
Kurz nachdem Johann V. von Reifferscheid die Herrschaft übernommen hatte, wurde die Anlage 1385 durch Truppen des Landfriedensbündnisses Maas-Rhein der Städte Köln und Aachen, der Erzbischöfe von Köln und Lüttich sowie des Herzog von Jülich belagert, denn Johann hatte durch zahlreiche Raubzüge in der näheren und weiteren Umgebung den Landfrieden gebrochen. Die Belagerung blieb jedoch erfolglos, und die Allianztruppen rückten nach drei Monaten unverrichteter Dinge wieder ab.
1416 beerbten die Herren von Reifferscheid die Niedersalmsche Linie der Grafen von Salm und nannten sich fortan von Salm-Reifferscheid.
Nach einem Brand im Jahr 1509 wurde die beschädigte Anlage wieder aufgebaut. Ein weiteres Feuer am 23. Juni 1669 zerstörte den Ort Reifferscheid und seine Burg dann völlig. Auf den Resten der alten Bausubstanz ließ ihr Besitzer anschließend ein repräsentatives Schloss im Stil Barocks erbauen, und auf den Fundamenten des alten Burgberings wurden auch die Häuser der einstigen Burgfreiheit wieder aufgebaut.

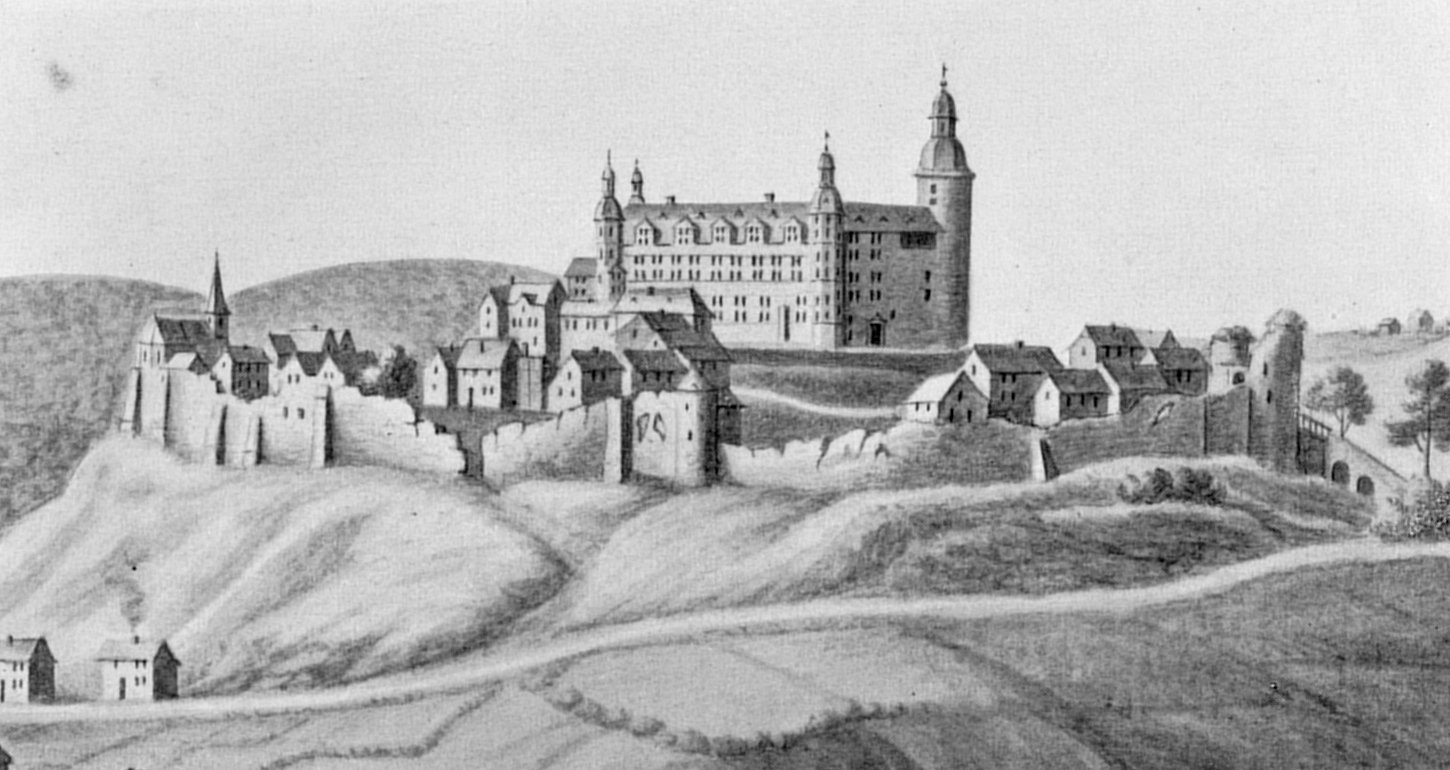
Das Schloss um 1725, Tuschezeichnung von Mathieu Throuüet

Doch die neue Pracht blieb nicht lange erhalten. Während des Pfälzischen Erbfolgekriegs wurde das Schloss 1689 von Truppen Ludwigs XIV. geschleift. Der damalige Wiederaufbau muss aber sehr schnell vonstattengegangen sein, denn eine Tuschezeichnung von Mathieu Throuüet zeigt das Schloss um 1725 bereits wieder vollkommen instand gesetzt.
Nachdem Truppen der französischen Revolutionsarmee die Anlage 1794 besetzt und zerstört hatten, wurden die Herren von Reifferscheid 1803 enteignet. Die Herrschaft Reifferscheid war damit aufgelöst. Die Ruine wurde 1805 auf Abbruch versteigert und kam in den Besitz eines Privatmanns. In den folgenden Jahrzehnten diente sie als Steinbruch und lieferte Baumaterial für neue Gebäude in der Umgebung, ehe sie 1889 wieder in den Besitz der mittlerweile in den Fürstenstand erhobenen Familie Salm-Reifferscheid kam.
Seit 1965 ist die Ruine wieder im Besitz der Gemeinde Hellenthal. Die Bürger Reifferscheids widmeten sich in den letzten Jahrzehnten stark ihrer Erhaltung, wofür der Ort mehrmals ausgezeichnet wurde. Der Bergfried kann heute als Aussichtsturm bestiegen werden und bietet von seiner Plattform auf 470 m ü. NN Höhe den sogenannten Eifel-Blick „Bergfried“.